# (65718) 1993 FL
1993 أف أل (ويعرف أيضًا باسم (65718) 1993 أف أل وفق تسمية الكوكب الصغير) (بالإنجليزية: 1993 FL)‏ هو كويكب ضمن حزام الكويكبات؛ وترتيبه 65718 من حيث الاكتشاف.
اكتُشف هذا الجُرم الفلكي بواسطة باميلا إم كيلمارتن في 23 مارس 1993.

## وصلات خارجية
- (65718) 1993 FL في قاعدة بيانات مختبر الدفع النفاث لأجرام النظام الشمسي الصغيرة

- الاكتشاف · مخطط المدار ·  العناصر المدارية · المعلمات المادية

- (65718) 1993 FL على موقع ويكي سكاي: DSS2, SDSS, GALEX, IRAS, Hydrogen α, X-Ray, Astrophoto, Sky Map, Articles and images